# Atractocerus niger
Atractocerus niger is een keversoort uit de familie Lymexylidae. De wetenschappelijke naam van de soort is voor het eerst geldig gepubliceerd in 1910 door Strohmeyer.